# Хозьяталяхчахл
Хозьяталяхчахл — гора высотой в 1075,3 метра на границе Свердловской области, Пермского края, и Республикой Коми, входит в состав хребта Поясовый Камень.

## Географическое положение
Гора Хозьяталяхчахл расположена в муниципальном образовании «Ивдельский городской округ» Свердловской области, Пермского края и Троицко-Печорского района Республики Коми, в составе хребта Поясовый Камень, в 16 километрах к югу от горы Отортен. Гора высотой в 1075,3 метра.

## Описание
Зона леса до 750 метра, выше – каменные россыпи.